# Dendrobium pseudorarum
Dendrobium pseudorarum är en orkidéart som beskrevs av Elizabeth Anne Dauncey. Dendrobium pseudorarum ingår i släktet Dendrobium, och familjen orkidéer.
Artens utbredningsområde är Vanuatu. Utöver nominatformen finns också underarten D. p. baciforme.